# Fellow of the American Institute of Architects
FAIA, abreviatura de Fellow of the American Institute of Architects, es un título honorífico que concede el American Institute of Architects (AIA) a arquitectos eminentes que han sido electos al College of Fellows del Instituto. Dicho honor distingue a arquitectos que han hecho contribuciones significativas a la profesión de arquitectura en tres categorías específicas de nominación:
- Excelencia en diseño
- Contribuciones a la academia y la educación en la arquitectura
- Servicio público

Menos del 2% de los cerca de 72.000 arquitectos estadounidenses forman parte del College of Fellows. 